# Вооружённые силы Мексики
Вооружённые силы Мексики (исп. Fuerzas Armadas de México) — совокупность войск и сил Мексиканских Соединённых Штатов предназначенная для защиты свободы, независимости и территориальной целостности государства. 
ВС Мексики состоят из органов военного управления, сухопутных войск, военно-морского флота, военно-воздушных сил и других формирований (федеральная полиция, национальная гвардия, народное ополчение и так далее). Подготовка военнослужащих осуществляется:
- офицерского состава — в военных училищах, военной академии Мексики и за рубежом (главным образом в США);
- сержантского и рядового состава — в учебных центрах и непосредственно в частях и на кораблях.

## Общие сведения
| Вооружённые силы Мексики                                        | Вооружённые силы Мексики |
| --------------------------------------------------------------- | --- |
| Виды вооружённых сил:                                           | Секретариат национальной обороны - Сухопутные войска Мексики (Мексиканская армия) (исп. Ejército Mexicanо) - Военно-воздушные силы Мексики (исп. Fuerza Aerea Mexicana, FAM) Военно-морской секретариат - Военно-морские силы Мексики (исп. Armada de Mexico); включая морскую авиацию и морскую пехоту |
| Призывной возраст и порядок комплектования:                     | Мексиканская армия комплектуется на основе закона о всеобщей воинской повинности призывниками, достигшими 18 летнего возраста; минимальный срок службы — 12 месяцев; минимальный возраст для добровольцев, изъявивших желание служить в вооружённых силах — 16 лет; призывники служат только в армии, ВМС и ВВС комплектуются исключительно добровольцами, женщины имеют право на добровольную воинскую службу. |
| Человеческие ресурсы, доступные для воинской службы:            | мужчины в возрасте 16-49: 28 475 126 женщины в возрасте 16-49: 30 048 077 (2008 оценочно) |
| Человеческие ресурсы, пригодные для воинской службы:            | мужчины в возрасте 16-49: 22 893 649 женщины в возрасте 16-49: 25 401 642 (2010 оценочно) |
| Человеческие ресурсы, ежегодно достигающие призывного возраста: | мужчины: 1 108 032 женщины: 1 069 885 (2010 оценочно) |
| Военные расходы — процент от ВВП:                               | 0,5 % (2006) — 163-я в мире |

## Состав вооружённых сил
Верховный главнокомандующий Вооружённых сил Мексиканских Соединённых Штатов — Президент федеративного государства. 
Военно-административные единицы Мексики:
- 12 военных округов, куда входят 46 гарнизонов.

### Органы военного управления
Непосредственное руководство Сухопутными войсками и Военно-воздушными силами осуществляют Министерство национальной обороны и Главный штаб Министерства национальной обороны, а Военно-морским флотом – Министерство национального Военно-морского флота и главный штаб национального Военно-морского флота. 

### Сухопутные войска
Численность личного состава сухопутных войск 105 тыс. человек. Боевой состав 3 бригады (2 пехотные и механизированная), 3 отдельных бронекавалерийских и 3 отдельных артиллерийских полка, 21 отдельный моторизованный полк, 75 отдельных пехотных батальонов, подразделения боевого и тылового обеспечения
Основное вооружение:
45 легких танков МЗ и М8, более 100 орудий полевой артиллерии, свыше 1500 минометов, противотанковые средства (в том числе ПТРК «Милан» и гранатометы РПГ-29 «Вампир»),
В численность и боевой состав сухопутных войск не включены резервные компоненты.

### Военно-морской секретариат

#### Военно-морские флот
Вооружённые силы Мексики принимают ограниченное участие в миротворческой деятельности. 12 военнослужащих были направлены в состав пяти миссий ООН в Колумбию, Мали, ЦАР и другие страны. 8 января 2020 года был открыт учебный центр "CECOPAM" для подготовки военнослужащих к участию в миротворческих операциях (в котором предложено обучать не только военнослужащих Мексики, но и военнослужащих из других стран). Потери Мексики в миротворческих операциях - 1 военнослужащий, погибший на Гаити.